# ジョン・テニエル
ジョン・テニエル（John Tenniel, 1820年2月28日 - 1914年2月25日）は、イギリスのイラストレーター。
ルイス・キャロルの児童文学『不思議の国のアリス』および『鏡の国のアリス』の挿絵を手がけたことで知られ、19世紀半ばから約50年間にわたり風刺漫画誌『パンチ』で数多くの風刺漫画を手がけた。

## 来歴
1820年、ロンドンに生まれる。英国王立美術院学校に入学するが間もなく学校を離れ、絵画はほぼ独学で身につけた。
1836年、テニエルは16歳で最初の油彩画をイギリス王立美術家協会の展覧会に出品する。20歳のとき、フェンシングの教官だった父と試合をしていて右目を失明する。
1845年にはウェストミンスター宮殿の壁面デザインとして16フィートもの風刺漫画を出品し、その年に開催されたコンテストの公平性を揶揄した。これがきっかけで、イギリス貴族院の詩の広間のフレスコ画の依頼を引き受ける。
作品の芸術性やユーモアのある観察眼、動物の生態への豊富な知識をダグラス・ジェロイド (Douglas Jerrold) に買われて、テニエルはイソップ童話の挿絵を依頼される。最初に描いたのは「ジャックと豆の木」で、首相ジョン・ラッセル(John Russell)に宛てた手紙に同封した。この挿絵の中で、巨人はニコラス・ワイズマン枢機卿そっくりに描かれていた。このイソップ童話は1848年に出版される。
カトリックとの対立のため『パンチ』を去ったリチャード・ドイル (Richard Doyle) の代わりとしてマーク・レモン (Mark Lemon) に誘われて、1850年のクリスマスにテニエルは『パンチ』に参加する。テニエルは当時のチーフだったジョン・リーチ (John Leech) とはよく似た作風であった。ジョン・リーチの死後もチーフを受け継いで活動を続け、2300の風刺漫画や250のパンチのポケットブックのデザイン、小説の挿絵などを残した。
1893年、その業績によりナイト爵に叙される。
彼の妹は19世紀前半に活躍した画家ジョン・マーティンの息子レオポルドと結婚した。

## イラストレーション作品

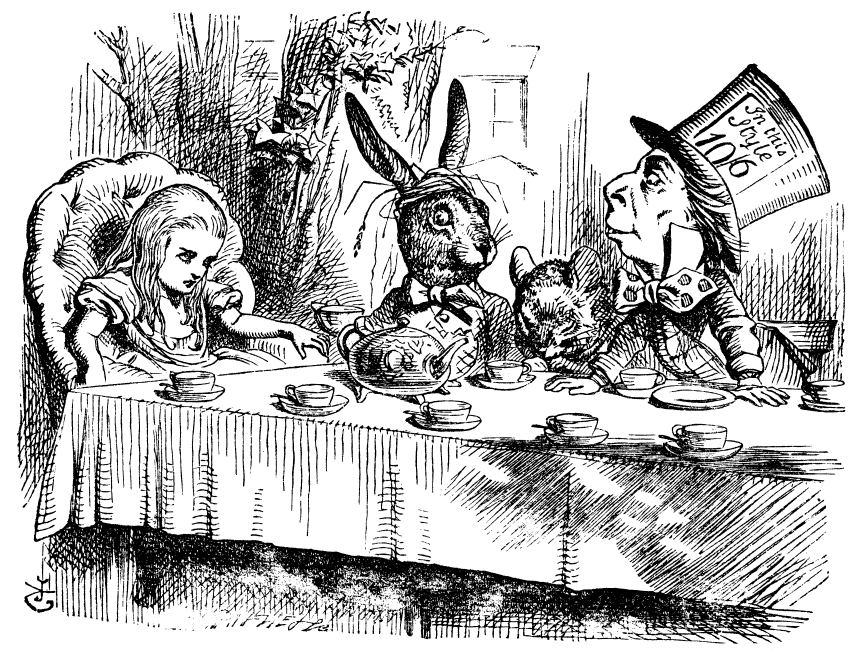
『不思議の国のアリス』から、アリスのお茶会

1. Juvenile Verse and Picture Book', (1846)
2. Undine (1846)
3. Aesop's Fables, 100 drawings (1848)
4. Robert Blair|Blair's Grave (1858)
5. Charles William Shirley Brooks|Shirley Brooks's The Gordian Knot (1860)
6. Shirley Brooks's The Silver Cord (1861)
7. Thomas Moore|Moore's Lalla Rookh, 69 drawings (1861)
8. Lewis Carroll's Alice's Adventures in Wonderland (1866)
9. The Mirage of Life, 1867
10. Carroll's Through the Looking-Glass (1870)

## 共同制作
- Pollok's Course of Time (1857)
- Poets of the Nineteenth Century (1857)
- Edgar Allan Poe|Poe's Works (1857)

1. Home Affections (1858)
2. Cholmondeley Pennell's Puck on Pegasus (1863)
3. The Arabian Nights (1863)
4. English Sacred Poetry (1864)
5. Legends and Lyrics (1865)
6. Topper's Proverbial Philosophy
7. Barry Cornwall's Poems, and other books

He also contributed to Once a Week, the Art Union publications, etc